# Luis Manzanares Pérez
Luis Manzanares Pérez (Torre Pacheco, 1895 - 1980) fue un profesor y escritor de la Región de Murcia, España que realizó investigaciones para documentar la historia de su pueblo natal.

## Infancia y juventud
Nace el 25 de agosto de 1895 en Torre Pacheco en el seno de una familia de clase media que se dedicaba al comercio y la agricultura. Realiza sus estudios primarios y secundarios en la localidad, aunque cada año debe realizar un examen final de las asignaturas de bachiller en el instituto general de Cartagena. En 1914 comienza sus estudios de Magisterio en Murcia, al mismo tiempo que los de Derecho y Filosofía; al finalizar magisterio ejerce como maestro en El Jimenado y Espinardo mientras realizaba sus licenciaturas. 

## Su traslado a Madrid
En 1923 se va a vivir a Madrid para prepararse unas oposiciones para trabajar de interventor del estado, al mismo tiempo continúa con su licenciatura en Historia, trabajando como maestro particular. En 1925 aprueba las oposiciones obteniendo plaza en Segovia, sin embargo, mantiene su residencia en Madrid. Posteriormente es trasladado a Cuenca donde conoce a su futura mujer con la que se casa en 1931, matrimonio del que tuvo dos hijos.

## Su actividad docente y literaria
Comienza apublicar artículos de crítica literaria en el Adelantado de Segovia, donde conoce a Antonio Machado y colabora en su cátedra. Posteriormente comienza a publicar artículos especializados de comercio en revistas técnicas y a colaborar en algunos periódicos. Al estallar la guerra civil española se traslada con el gobierno a Valencia, pero a finales de misma se establece en Valladolid.
En 1940 obtiene la cátedra de Geografía e Historia en la escuela superior de comercio de Madrid convirtiéndose en su director en 1946, publicando como libro de texto: “Elementos de Historia Universal y especial de España”. Al mismo tiempo estuvo colaborando como crítico de arte en los diarios Madrid e Informaciones. asimismo formó parte del Consejo Nacional de Educación y académico de la Real Academia de Bellas Artes y Ciencias Históricas de Toledo.
En 1980 fallece en su pueblo natal. En 1981 el ministerio de Educación da su nombre al instituto de la localidad y el ayuntamiento el nombre a su avenida. Aunque su recuerdo principal serán los libros que ha publicado sobre su pueblo.

## Libros publicados
- Manzanares Pérez, L. (1997). Torre-Pacheco, la mirada atrás. Ayuntamiento de Torre Pacheco (1ª ed. 1963). ISBN 978-84-921364-1-4.
- Manzanares Pérez, L. (1994). Torre-Pacheco, historia de pequeñas historias. Ayuntamiento de Torre Pacheco (Ed. en 1957 y 1960). ISBN 978-84-606-2094-5.
- Manzanares del Pozo, L. basado en Manzanares Pérez, L. (2004). Torre Pacheco Gregorio Madrid el trovero nace : biografía abreviada. Ayuntamiento de Torre Pacheco (1ª ed. 1966). ISBN 978-84-921364-7-6.
- Manzanares Pérez, L. (1972). Aquí estuvo la morada del padre.
- Manzanares Pérez, L. (1969). Los Alcázares - Un curtis sobre el cielo.